# 卡納什區

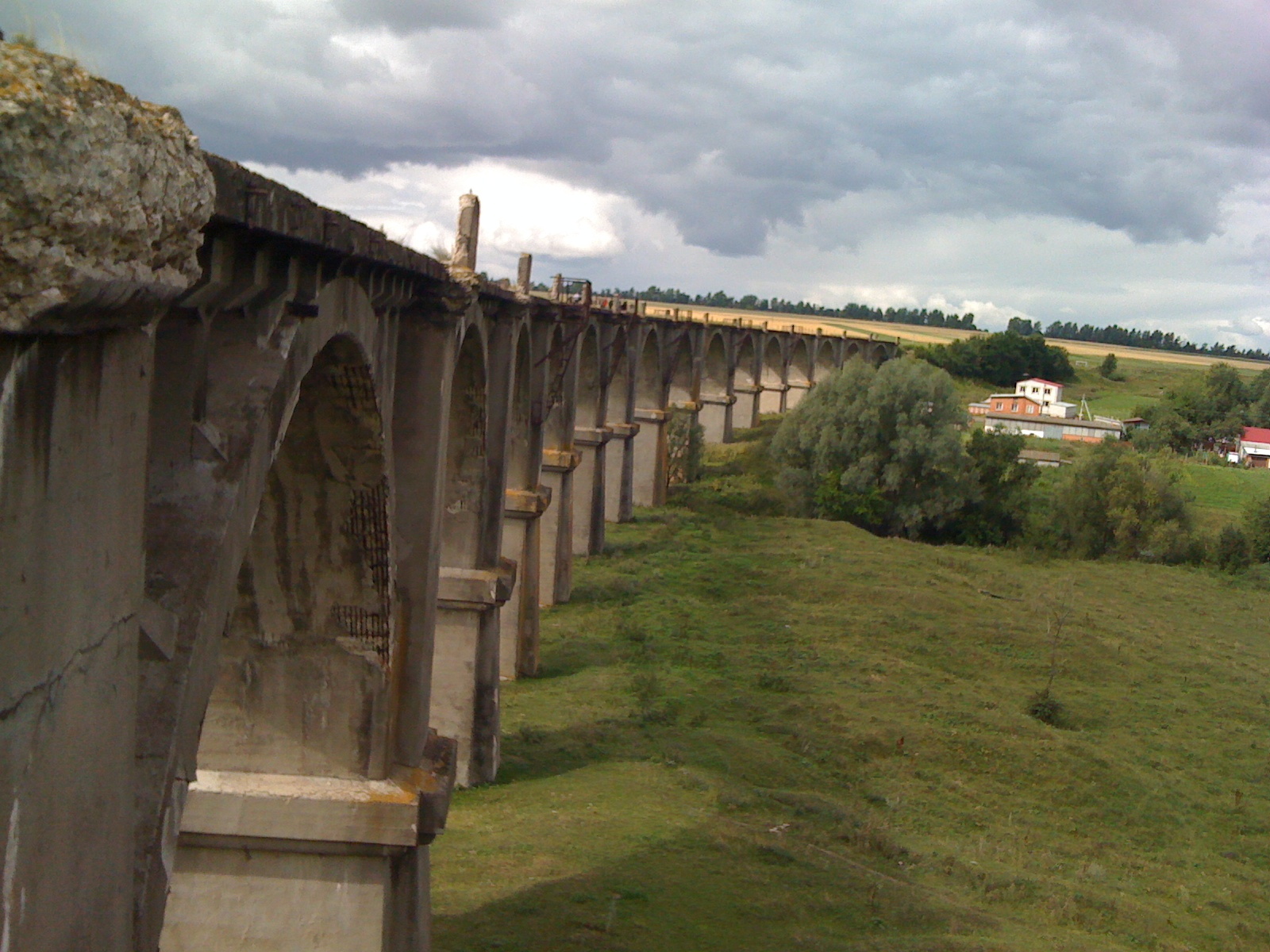

55°31′30″N 47°08′20″E / 55.525°N 47.139°E
卡納什區（俄语：Канашский район），是俄羅斯的一個區，位於該國西部，由楚瓦什共和國負責管轄，始建於1927年9月5日，面積981.4平方公里，2010年人口39,708，人口密度每平方公里40.46人。